# Paper Mill Road (Metro de Filadelfia)
Paper Mill Road  es una estación en la Ruta 101 de la línea Verde del Metro de Filadelfia. La estación se encuentra localizada en Paper Mill Road en Smedley Park en Springfield, Pensilvania.  La Autoridad de Transporte del Sureste de Pensilvania (por sus siglas en inglés SEPTA) es la encargada por el mantenimiento y administración de la estación.

## Descripción y servicios
La estación Paper Mill Road cuenta con 1 plataforma lateral y 1 vía.  

## Conexiones
La estación es abastecida por las siguientes conexiones: 
- Rutas de autobuses: ninguna